# Cola di Rienzo
Pour les articles homonymes, voir Rienzi_(homonymie).

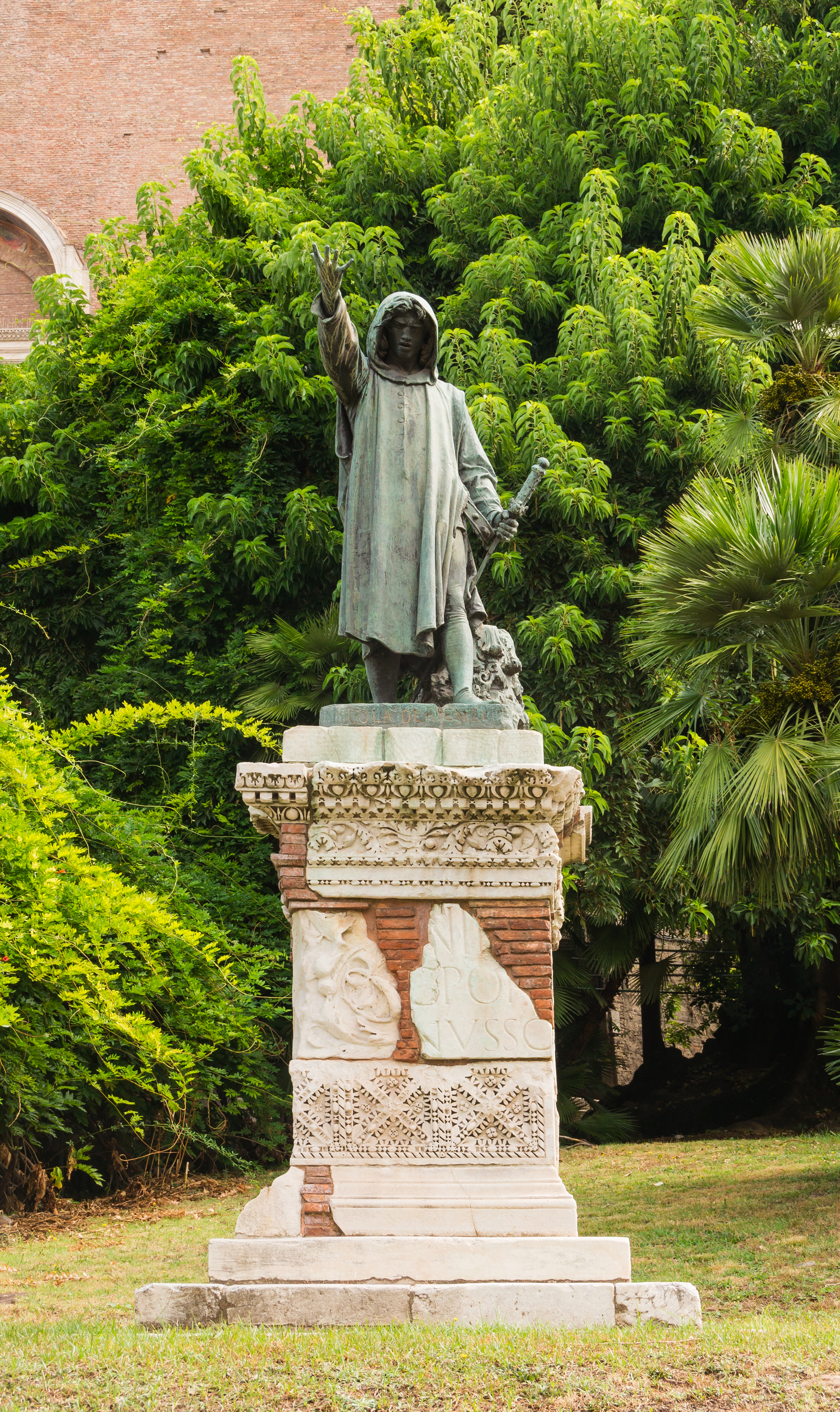
Statue de Cola di Rienzo à Rome

Cola di Rienzo, né sous le nom de Nicola di Lorenzo Gabrini, (né à Rome en mars ou avril 1313 – mort à Rome le 8 octobre 1354) est un notaire et homme d'État de l'Italie médiévale. Wagner, voyant en lui un restaurateur de la république romaine, lui dédia un opéra : Rienzi.

## Biographie
Fils d'un aubergiste et d'une lavandière, il fit croire pendant longtemps qu'il était le fils illégitime d'Henri VII de Luxembourg. Fier du passé romain et de son antique grandeur, sa jeunesse est marquée par la lecture des écrivains latins qui lui donne le goût et l'ambition de restaurer le prestige de l'ancienne République romaine. Pour lui, la « Ville éternelle » n'est plus que l'ombre d'elle-même, ternie par les luttes entre les grandes familles patriciennes (les Orsini, les Colonna) et par l'absence du pape, qui a élu domicile à Avignon depuis le début du siècle.
En 1343, mandaté par le peuple de Rome comme député du gouvernement populaire, il prend la tête d'une délégation et se rend voir Clément VI pour le convaincre de rentrer à Rome. Le pape refuse la proposition mais sympathise avec lui et accepte de désavouer les barons, maîtres exigeants de la Ville. En 1344, il le nomme secrétaire de la Camera capitolina et lui promet d'établir un jubilé pour 1350. Cola di Rienzo comprend qu'il n'obtiendra rien d'autre et revient à Rome pour préparer sa révolution. Protégé par son nouveau statut, il dénonce avec force les manquements au bon gouvernement de la cité et pour se faire comprendre du plus grand nombre, il commande une grande fresque qui est réalisée à côté du marché du Capitole, où l'on peut voir une allégorie de Rome malmenée par les forces hostiles. Des cartouches permettent à ceux qui savent lire d'authentifier les personnages et de comprendre les symboles. Il prétend avoir retrouvé le texte de la loi de Vespasien gravé sur une dalle de pierre dans le palais du Latran. Il la fait inclure dans la table d'autel de l'église, qu'il offre au peuple de Rome lors d'une cérémonie qui célèbre la rénovation de la liberté républicaine. Il fait aussi achever une fresque sur un mur du château Saint-Ange qui fait l'éloge de Rome menacée par les flammes de l'enfer attisées par les nobles. Il a pour projet politique de délivrer la ville de la tutelle des barons avides et ambitieux.
Le dimanche de pentecôte 1347, entouré d'une foule survoltée, il obtient l'exil des nobles qui occupent l'ancien palais communal. Il réorganise sa milice et, à la fin du mois d'avril, pour marquer les esprits, il parcourt les rues avec une escorte d'une centaine d'hommes d'armes précédés de trois bannières. La première représente, sur fond rouge aux motifs dorés, Rome en personnage féminin assis entre deux lions, tenant entre les mains le globe terrestre et la palme de la victoire ; la deuxième, de couleur blanche, figure saint Paul couronné de justice, l'épée à la main ; et la troisième montre saint Pierre avec les clefs de la paix et de la concorde. Il proclame, face à une foule agitée, son programme politique, Les ordonnances pour un bon gouvernement . Le 21 mai 1347, assisté du vicaire pontifical Raymond d'Orvieto, il convoque le peuple au Capitole et se fait élire tribun et libérateur de la République. Il se présente comme l'envoyé de Dieu, tout en rejetant l'autorité temporelle du pape. Une nouvelle Constitution est adoptée lui donnant des pouvoirs quasi dictatoriaux. Rienzo chasse alors les Orsini et les Colonna de la ville et prend des mesures pour rétablir l'ordre.
Il veut créer une milice armée pour assurer la sécurité publique de la ville et réclame un budget pour financer l'assistance aux nécessiteux et la gestion des greniers communaux. Il surveille la protection des édifices antiques, démantelés par les tailleurs de pierre, et exige qu'ils soient placés sous la protection d'un service communal. Il établit un nouveau rapport de force entre le peuple et les aristocrates dominateurs. Les barons doivent abandonner toutes leurs places fortes en ville, les ponts et les portes, dont le contrôle est remis aux représentants du peuple. Il sécurise les routes pour protéger le commerce exercé par les barons et ordonne que la campagne aux alentours immédiats de la ville soit placée sous le gouvernement direct des autorités communales afin d'assurer les approvisionnements.
Clément VI a approuvé le coup d'État mais se méfie du rêve de Rienzo de vouloir unifier l'Italie avec Rome comme capitale. Le 1er août, 200 députés venus de diverses villes d'Italie lui accordent leur soumission.
Dès lors, le pape va appuyer le parti adverse, celui des Orsini et des Colonna qui relèvent la tête. Le mécontentement va en effet grandissant à Rome. Les impôts augmentent et le peuple a l'impression qu'ils servent à payer les nombreuses fêtes pompeuses et inutiles que Rienzo organise. Le 15 décembre 1347, le cardinal Bertrand de Déaulx et les sénateurs Bertoldo Orsini et Luca Savelli rétablissent l'ancien ordre seigneurial. Rienzo n'a que le temps de s'enfuir.
Il trouve d'abord refuge chez les franciscains de Monte Marilla. En 1350, il se rend à Prague où il tente de persuader le futur empereur Charles IV de venir délivrer l'Italie. Celui-ci l'arrête et le livre à Clément VI, qui le libère sur la demande de Pétrarque. Les Orsini et les Colonna contestent de nouveau l'autorité pontificale. En septembre 1353, le nouveau pape Innocent VI renvoie Cola di Rienzo à Rome après l'avoir absous, accompagné du cardinal Albornoz, pour y rétablir l'ordre.
En août 1354, il rentre à nouveau triomphalement dans Rome où il se fait élire sénateur. Il engage Fra Moriale, un mercenaire à la réputation effroyable, pour faire cesser les troubles. Son pouvoir est cependant très contesté. Le 8 octobre 1354, les Colonna organisent un soulèvement populaire. Arrêté par les émeutiers, il est « lynché par la foule », condamné à mort, décapité ; son cadavre, exposé plusieurs jours en face du palais des Colonna, est brûlé sur un bûcher grandiose et ses cendres jetées dans le Tibre. Le cardinal légat Albornoz récupère tous les pouvoirs et entreprend de reconquérir la ville.

## Dans la culture
Au XIXe siècle, Cola di Rienzo devient une figure revendiquée par les partisans du Risorgimento en vue de l'unification de l'Italie dans leur lutte face aux papes, alors que Cola di Rienzo, en son temps, avait souvent représenté le pouvoir temporel pontifical à Rome durant la résidence de Clément VI à Avignon. La rue principale du nouveau rione Prati, créé en 1911 et destiné aux fonctionnaires du Royaume, porte son nom. C'est une des principales rues commerçantes de Rome.
Sculpture
- Cola di Rienzo (1878), statue de bronze visible à la gauche des escaliers montant au Capitole, œuvre principale de Girolamo Masini.

Peinture

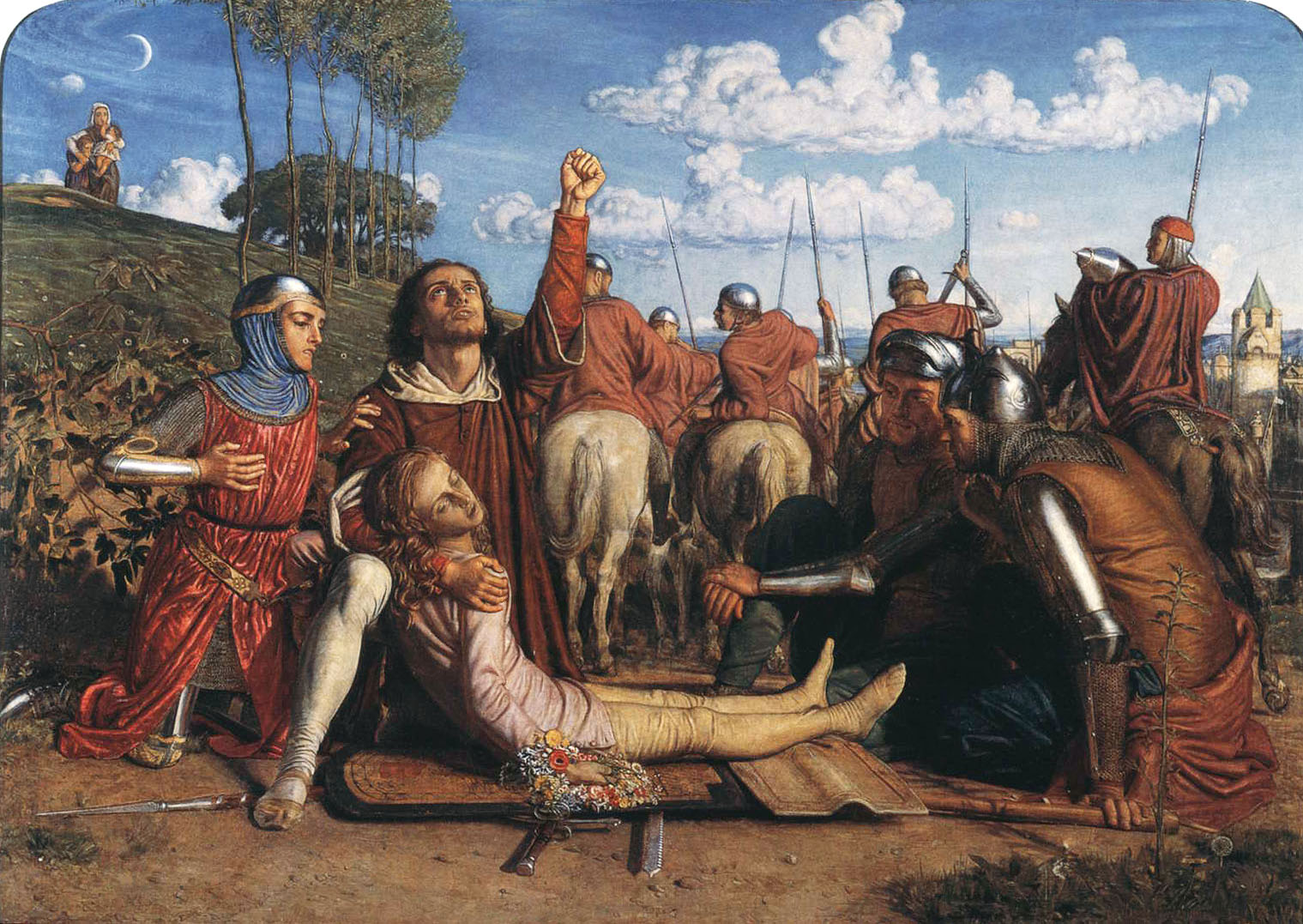
Rienzo jurant de venger la mort de son jeune frère par William Holman Hunt (1849)

- Cola di Rienzo jurant de venger la mort de son jeune frère (1849) peinture de William Holman Hunt
- Cola di Rienzo contemplant les ruines de Rome (1855), peinture de Federico Faruffini

Musique
- Rienzi, (1842) opéra historique de Richard Wagner
- Ouverture Cola di Rienzo (1866) de Giovanni Sgambati (1841-1914), partition perdue et retrouvée au XXe siècle.

Littérature
- Rienzi ou le dernier des Tribuns (1835), roman historique d'Edward Bulwer-Lytton
- Cola di Rienzi (1840), pièce de théâtre de Friedrich Engels.
- Il apparaît dans le tome 6 des Rois maudits de Maurice Druon, où c'est lui qui révèle à Giannino Baglioni qu'il est en réalité le véritable roi de France Jean Ier.

Bande dessinée
- Cola di Rienzi apparaît dans plusieurs albums de bandes dessinées de la série Vasco par Gilles Chaillet

### Bibliographie

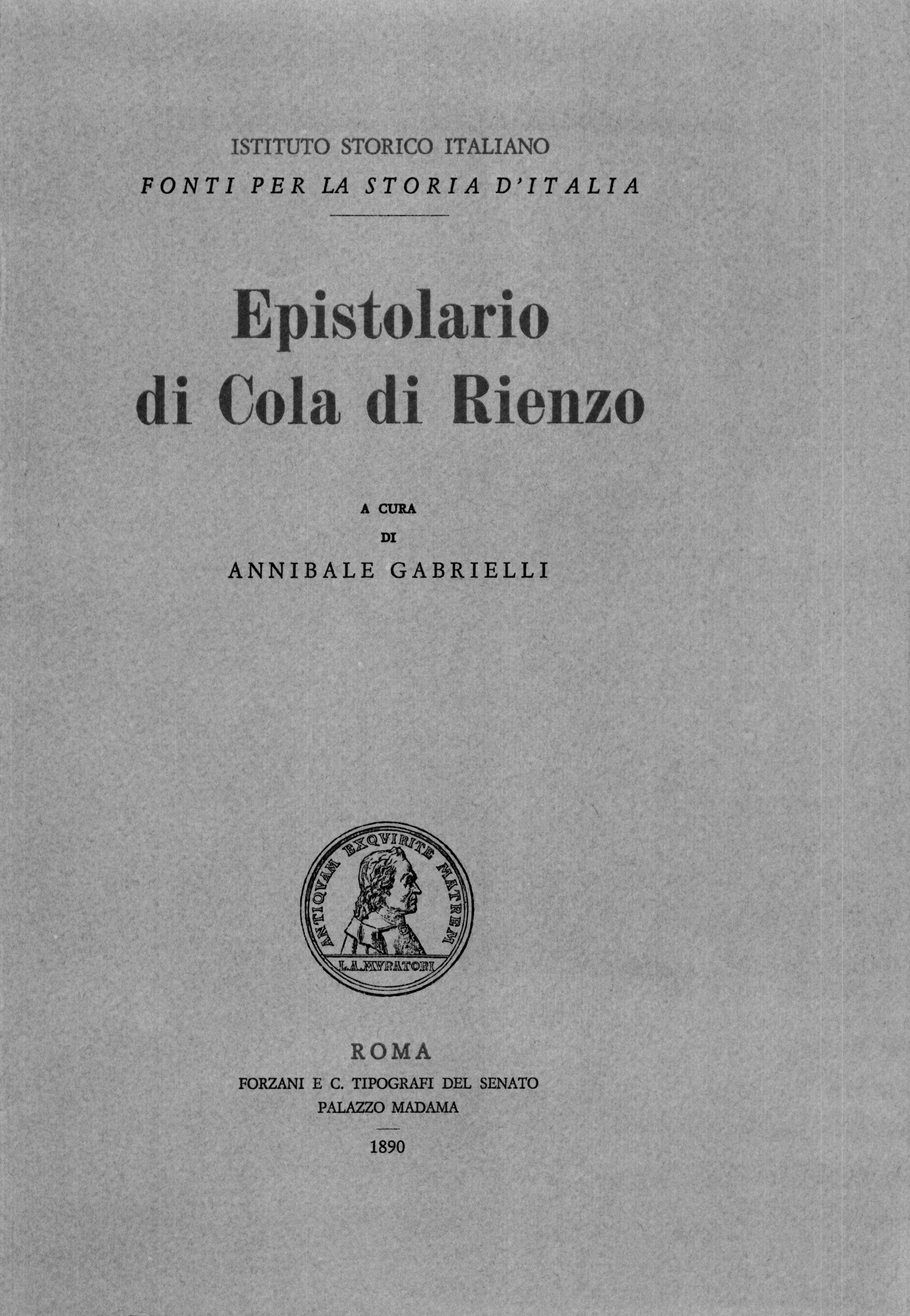
Epistolario di Cola di Rienzo